# Les Anses-d’Arlet
Les Anses-d’Arlet – wieś rybacka i gmina na Martynice (Departament zamorski Francji). Według spisu ludności z  2009 miejscowość liczy 3832 mieszkańców. Merem miejscowości od 2008 jest Eugène Larcher
. Jego kadencja potrwa do 2014.